# Veronica Rayne
Veronica Rayne (født 29. november 1976 i Newbury, Massachusetts), er en amerikansk og italiensk pornoskuespiller.

## Priser
- 2008 – AVN Award nomineret – Bedste gruppe sex scene
- 2009 – AVN Award nomineret – Årets Jenna Jameson
- 2009 – AVN Award nomineret – Bedste gruppe sex scene
- 2009 – XBIZ Award nomineret – Årets stjerne